# Lola B99/50
O Lola B99/50 é um carro de competição monolugar desenvolvido pela fabricante britânica Lola, para uso na Formula 3000 Internacional, entre 1999 a 2001, até ser substituído pelo Lola B02/50 em 2002. O chassis teve uso na Fórmula 3000 Europeia de 2001 a 2005.

## História
O carro foi concebido como carro oficial da Fórmula 3000 Internacional a partir da temporada de 1999. Ele foi utilizado por três temporadas naquele campeonato (até 2001), antes de ser substituída pelo Lola B02/50. Posteriormente, em 2002, foi introduzido na Fórmula 3000 Europeia, sendo usado exclusivamente até 2004, para depois se juntar ao mais moderno Lola B02/50. Uma classificação separada foi reservada para os pilotos que usam o chassi antigo. Também foi usado na 3000 Pro Series entre 2005 e 2006.

## Fórmula Nippon
O Lola B99/51 foi utilizado na Fórmula Nippon em 1999, sendo equipado com um motor 3.0 V8 Mugen-Honda MF308.